# Сокровище погибшего корабля
«Сокро́вище поги́бшего корабля́» (встречается также название «Сокровища погибшего корабля») — художественный фильм режиссёров Владимира Брауна и Исаака Менакера, снятый на студии «Ленфильм» по сценарию Бориса Липатова в 1935 году. Премьера картины состоялась 8 декабря 1935 года.

## Сюжет
Краснофлотец Алексей Панов, один из лучших водолазов ЭПРОНа, получает от буфетчика Родопуло предложение взломать капитанский сейф, находящийся на борту затонувшего и подготовленного к подъёму английского корабля. Находящиеся в сейфе золотые монеты его компаньон предлагает поделить поровну и обещает помочь с бегством из страны.
Перед Пановым, уже отбывавшим наказание за подобные преступления, стоит выбор — скрыть украденное золото или вернуть монеты. Выбор моряку помогают сделать его верный товарищ — старшина Додонов, командир отряда водолазов Виктор Михайлович и любимая девушка Таня.

## В ролях
| Актёр             | Роль                                        |
| ----------------- | ------------------------------------------- |
| Николай Баталов   | водолаз Алексей Панов                       |
| Евгения Пырялова  | Таня Ткаченко возлюбленная Панова           |
| Павел Курзнер     | старшина Додонов                            |
| Владимир Таланкин | командир отряда водолазов Виктор Михайлович |
| В. Бергман        | инженер                                     |
| Давид Гутман      | буфетчик Родопуло                           |
| Борис Шлихтинг    | Петька                                      |

нет в титрах:
| Актёр             | Роль                |
| ----------------- | ------------------- |
| Андрей Костричкин | корреспондент Жуков |
| Валерий Соловцов  | следователь         |
| Андрей Апсолон    |                     |

## Съёмочная группа
- Автор сценария: Борис Липатов
- Режиссёры-постановщики: Владимир Браун, Исаак Менакер
- Оператор-постановщик: Соломон Беленький (в титрах Соломон Белинкий)
- Композитор: Юрий Кочуров
- Художник-постановщик: Пётр Якимов
- Звукооператоры: Пётр и Глеб Вицинские
- Ассистент режиссёра: Адольф Бергункер
- Оператор: Хечо Назарьянц
- Консультант: Константин Павловский
- Директор: Игорь Черняк

## Съёмки
Для съёмок был использован теплоход «Армения». Подводные съёмки осуществлялись на дне Чёрного моря в районе Балаклавы при консультации и участии ЭПРОНа.
Снятый оператором Соломоном Беленьким эпизод, в котором демонстрируется вскрытие сейфа газовой горелкой внутри затонувшего корабля, является одним из первых в кинематографе СССР случаев удачного осуществления подводных киносъёмок. В рекламном издании было напечатано обращение к зрителям начальника ЭПРОН Алексеева.

## Критика
По мнению Петра Багрова, фильм это первый серьезный успех Владимира Брауна. Типичные для ранних звуковых фильмов жанровая эклектика и неровный темп были главными недостатками и одновременно достоинствами этой ленты. Благодаря четкой установке режиссера на психологически тонкую разработку образа главного героя, в центре авантюрного, почти детективного сюжета (покоящаяся на дне моря несгораемая касса с золотыми монетами, колоритный буфетчик-рецидивист, мотив «ложного подозреваемого») оказывался внутренний конфликт героя (замечательная роль смертельно больного Николая Баталова, ставшая его последней актерской работой). Безусловно, успех фильма определялся и виртуозными подводными съемками, впервые проведенными в таком масштабе.